# (34034) Shehadeh
2000 OQ27 (asteroide 34034) é um asteroide da cintura principal. Possui uma excentricidade de 0.18020760 e uma inclinação de 0.89330º.
Este asteroide foi descoberto no dia 23 de julho de 2000 por LINEAR em Socorro.